# Henrik Norrthon
Carl Henrik Norrthon född 23 november 1979 i Borgeby i Skåne, är en svensk filmregissör, filmfotograf och filmproducent. 
Norrthon vann 1 km film på Stockholms Filmfestival för kortfilmen I love Johan. Han gjorde sedan långfilmen Fjorton Suger som, bland annat, visades på Berlinale Filmfestival 2005.

## Regi
- 2003 - I Love Johan
- 2004 - Fjorton suger
- 2008 - Taximan med Branko Tomovic, Marija Karan

## Producent
- 2004 - Fjorton suger